# Dorcadion niveisparsum
Dorcadion niveisparsum är en skalbaggsart som beskrevs av Thomson 1865. Dorcadion niveisparsum ingår i släktet Dorcadion och familjen långhorningar. Inga underarter finns listade i Catalogue of Life.